# Hack-a-Shaq

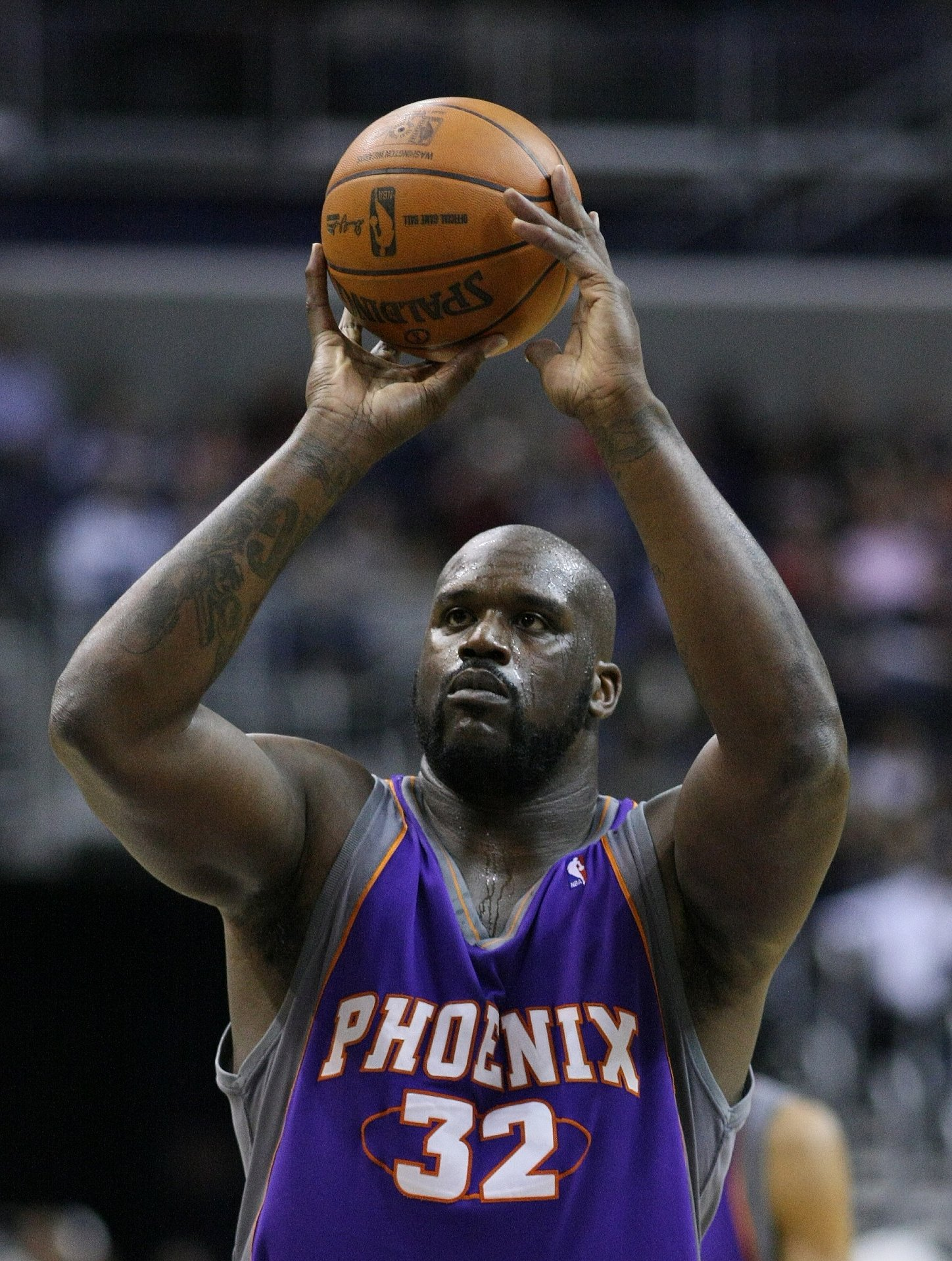
„Shaq“ beim Freiwurf

Hack-a-Shaq ist eine häufig verwendete Bezeichnung für eine Defensivtaktik beim Basketball, bei der gezielt absichtliche Fouls eingesetzt werden. Der Name leitet sich aus dem englischen Begriff „hack“ (für „hacken“ oder „Hieb“) und dem Spitznamen des Spielers Shaquille O’Neal ab. Erstmals eingesetzt wurde die Taktik 1997 von den Dallas Mavericks unter Trainer Don Nelson. Sie war damals der (vermeintliche) Schlüssel zum Erfolg, weil O’Neal zwar ein begnadeter Basketballer war, an der Freiwurflinie allerdings eine Fehlwurfquote von fast 50 % hatte.

## Hintergrund

### Strategie des wiederholten, absichtlichen Foulspiels
Es gehört zum taktischen Grundlagenrepertoire des Basketballs, kurz vor Ende der regulären Spielzeit absichtliche Fouls einzusetzen, um den knapp in Führung liegenden Gegner davon abzuhalten, dass dieser die Spielzeit herunterspielt. Die Folge dieser Taktik sind fortlaufend Freiwürfe für das gegnerische Team. Da selbst die besten Mannschaften der NBA im Durchschnitt nur 1,1 Punkte pro Angriff erzielen, reicht bereits eine Freiwurfquote von 55 %, um dem foulspielenden Team langfristig Nachteile zu bringen. Da der durchschnittliche NBA-Spieler jedoch deutlich über 70 % seiner Freiwürfe trifft, wurde die Taktik nur in solchen Situationen eingesetzt, bei denen das gegnerische Team den Sieg sonst allein durch das wiederholte Herunterlaufenlassen der Wurfuhr erringen könnte. Um die Chancen der eigenen Mannschaft etwas zu verbessern, wurden idealerweise Spieler mit vergleichsweise schlechten Freiwurffähigkeiten gefoult, da die Freiwürfe immer vom gefoulten Spieler ausgeführt werden mussten. Dies führte dazu, dass immer öfter Spieler gefoult wurden, die gar nicht im Besitz des Balls waren. Da dieses Verhalten dem gegnerischen Trainer bekannt war, konnte er reagieren und in der Endphase nur gute Freiwurfschützen aufstellen. Zum ersten Mal wurde dieses Verhalten zu einem Problem für die NBA, als mit Wilt Chamberlain einer der Superstars der Liga aufgrund seiner schlechten Trefferquote von der Freiwurflinie dauerhaft gefoult wurde.

### Wilt Chamberlain und die „off-the-ball foul“-Regel
Wilt Chamberlain war einer der besten Spieler der Liga und für seine Mannschaft entsprechend wichtig. Sollte ein Spiel kurz vor dem Ende noch nicht entschieden sein, so stand Chamberlain daher mit Sicherheit auf dem Platz. Allerdings war er während seiner gesamten Karriere ein sehr schlechter Freiwurfschütze und traf insgesamt nur 51 % aller Freiwürfe. Dies machte ihn zum beliebten Ziel der gegnerischen Mannschaft, während er selbst alles versuchte, um nicht gefoult zu werden. Dadurch wurde Chamberlain praktisch komplett aus dem Spiel genommen, da er dauerhaft damit beschäftigt war, mit der gegnerischen Verteidigung Fangen zu spielen.
Dieses Verhalten machte das Spiel unattraktiv und führte zu Unmut bei den Fans, so dass sich die NBA zum Handeln gezwungen sah. Als Reaktion wurde eine neue Regel zu Fouls an nicht ballführenden Spielern (off-the-ball fouls) in der Schlussphase eingeführt. Diese sah vor, dass bei einem Foul an einem Spieler, der weder den Ball führt noch aktuell versucht, an den Ball zu gelangen, in den letzten zwei Spielminuten das angreifende Team nach der Ausführung von einem oder zwei Freiwürfen im Ballbesitz bleibt. Da der einzige Sinn der absichtlichen Fouls im schnellen Beenden des gegnerischen Angriffs lag, wurde fortan nur noch der ballführende Spieler gefoult, womit sich die Probleme für Chamberlain und andere schlechte Schützen erledigten.
Pat Riley äußerte sich 2004 rückblickend zur Einführung der Regel:
„The reason they have that rule is that fouling someone off-the-ball looks foolish … Some of the funniest things I ever saw were players that used to chase Wilt Chamberlain like it was hide-and-seek. Wilt would run away from people, and the league changed the rule based on how silly that looked.“
Der Grund für diese Regel ist, dass es albern aussieht, jemanden ohne Ballbesitz zu foulen … Mit das Lustigste, das ich je gesehen habe, waren Spieler, die Wilt Chamberlain jagten wie beim Fangen. Wilt lief den Leuten davon, und die Liga änderte die Regel, weil es so lächerlich aussah.

## Die Erfindung der Hack-a-Shaq-Taktik

### Die Idee von Don Nelson
Obwohl es zahlreiche Spielsituationen gab, in denen absichtliche Fouls eingesetzt wurden, so beschränkte sich dies in der Regel auf knappe Rückstände in der Schlussphase. Absichtliche Fouls zu einem anderen Zeitpunkt einzusetzen schien aufgrund der für den Gegner dadurch verbesserten Chancen auf Punkte wenig sinnvoll. Ende der 1990er stellte Don Nelson, zu diesem Zeitpunkt Trainer der Dallas Mavericks, Überlegungen an, dass bei der gezielten Auswahl eines sehr schlechten Freiwurfschützen insgesamt ein Nachteil für die Mannschaft des gefoulten Spielers entstehen könnte.
Da Nelson die Strategie nicht nur in der Schlussphase einsetzen konnte, gab es keine Probleme mit der „off-the-ball foul“-Regel und es konnte wiederum der schlechteste Werfer gefoult werden, ohne dass dieser den Ball führen musste. Die Idee von Nelson kann daher nicht als neue Strategie angesehen werden. Vielmehr nutzte er eine bekannte, auf das Anhalten der Spieluhr ausgelegte Strategie so aus, dass sie nicht die verbleibende Spielzeit maximiert, sondern die durch den Gegner erzielten Punkte minimiert.

### Hack-a-Rodman
Zum ersten Mal wurde die neue Taktik 1997 gegen Dennis Rodman und die Chicago Bulls eingesetzt. Zum Zeitpunkt des Spiels hatte Rodman in der Saison nur 39 % seiner Freiwürfe getroffen. Damit würden pro Angriff nur 0,78 Punkte erzielt, also weit weniger als die 1,1 Punkte, die ein gutes Team im Durchschnitt erreicht. Die Taktik konnte nicht über das gesamte Spiel eingesetzt werden, da ein Spieler nach dem sechsten persönlichen Foul für den Rest des Spiels gesperrt würde. Um dieses Problem zu umgehen, setzte Nelson vor allem Bankspieler für die Fouls ein, die sonst nicht in Gefahr geraten, weitere Fouls zu begehen und deren Verlust verkraftbar wäre. In der Theorie sollten die Mavericks also einen Vorteil haben, da Rodman an der Freiwurflinie deutlich weniger Punkte erzielen würde als die starke Offensive der Bulls mit Michael Jordan und Scottie Pippen. Tatsächlich traf Rodman in dem Spiel 9 von 12 Freiwürfen, womit die Taktik nicht aufging und die Bulls gewannen. Aufgrund dieses Misserfolgs wurde die Taktik schnell wieder vergessen. In Erinnerung blieb nur, dass der Maverick-Spieler Bubba Wells einen NBA-Rekord als Spieler mit den wenigsten gespielten Minuten vor dem sechsten persönlichen Foul aufstellte.
Trotzdem setzte Nelson die Strategie 1999 gegen Shaquille O’Neal und die Los Angeles Lakers erneut ein. Dieses Mal folgten die Trainer anderer NBA-Teams dieser Idee und spielten mit derselben Taktik gegen O’Neal, der zu diesem Zeitpunkt nur 53 % seiner Freiwürfe traf. Aus diesem Grund wurde diese Taktik unter dem Namen „Hack-a-Shaq“ bekannt, auch wenn sie erstmals zwei Jahre zuvor gegen Dennis Rodman eingesetzt wurde.

## Die Reaktion von Shaquille O’Neal
Shaquille O’Neal trat der gegen ihn gerichteten Strategie im Allgemeinen eher trotzig gegenüber. Er behauptete selbstbewusst, die wirklich wichtigen Freiwürfe regelmäßig zu treffen, so dass die Strategie der gegnerischen Mannschaft keinen Erfolg bringe.
In der Saison 2000/01 erreichte O’Neal bis Mitte Dezember mit 38 % von der Freiwurflinie seine bisher schlechteste Quote. Da sich für die Lakers damit ein ernsthaftes Problem ergab, stellten sie mit Ed Palubinskas einen Freiwurftrainer für O’Neal ein, der als Spieler 92,4 % seiner Freiwürfe verwandelte. Das Training schien sich auszuzahlen und O’Neal traf in den letzten 15 Saisonspielen fast 68 % von der Linie.
Trotzdem beendete O’Neal die Zusammenarbeit mit Ed Palubinskas und erreichte danach die Quote von Anfang 2001 nie wieder. Er traf zwar in den nächsten beiden Jahren etwas besser als in seiner bisherigen Karriere, brachte es aber nur in der Saison 2002/03 auf einen Schnitt von über 60 %. Nach dieser Saison blieb er dauerhaft bei unter 50 %, lehnte aber trotzdem weiteres Spezialtraining ab.